# スーレーン家
スーレーン家またはスレナス家（スーレーンけ、英:House of Suren、パルティア語:𐭎𐭅𐭓𐭉𐭍 、中期ペルシア語:𐭮𐭥𐭫𐭩𐭭 ）は、アルサケス朝パルティアやサーサーン朝に仕えた、パルティア系の大貴族の家系である。カーレーン家とともに、アルサケス朝パルティア時代の史料に登場しており、確実にアルサケス朝時代から存続していた一門であったことがわかっている。家名に「パフラヴ」（パルティアの意）を付けて、「スーレーン・パフラヴ家」を名乗っていた。

## 歴史
スーレーン家の家長は、紀元前3世紀に初代パルティア王の戴冠を執り行ったとされており、この特権はその後も子孫たちに継承されたとされている。3世紀にアルサケス朝パルティアが衰退し、代わってサーサーン朝が台頭すると、スーレーン家はサーサーン朝に寝返って、サーサーン朝に仕えるようになった。サーサーン朝の宮廷において、スーレーン家は「パルティア系貴族の家系」の一つとして認識されていた。スーレーン家の人物のうち、記録に残っている最後の人物は、9世紀に中国北部で活動した軍司令官である。
スーレーン家はおそらく、サカスターン（現在のイラン南東部およびアフガニスタン南部にあたるアラコシアとドランギアナの間の地域）の土地を領していたと考えられている。同家は、かつて現在の州（スィースターン・バルーチェスターン州）よりもはるかに広大であったシスターン（サカスターンに由来する）を私領地として統治していたとみられる。
スーレーン家の人物で著名な者として、紀元前1世紀の騎馬隊司令官スレナス、キリスト教をアルメニアにもたらした聖グレゴリウス（啓蒙者グレゴリウス）、および6世紀にアルメニアの総督を務め、同地にゾロアスター教の布教を試みたチホール・ヴィシュナスプなどが挙げられる。
また、サーサーン朝の皇帝に4代にわたって仕えた大宰相（ウズルグ・フラマーダール）ミフル・ナルセや、ホスロー1世およびホルミズド4世の治世に使節を務めたMahbodも、スーレーン家の出身であった。

### ゴンドファル朝
ゴンドファルネスより始まったインド・パルティア王国の王朝は、スーレーン家と血がつながっているという説もある。エルンスト・ヘルツフェルトは、インド・パルティア王国の皇帝ゴンドファルネスの王朝がスーレーン家に属していたと主張している。